# Градешка (озеро)
Градешка (укр. Градешка) — озеро, расположенное на юге Ренийского района (Одесская область). Тип общей минерализации — пресное. Происхождение — речное (пойменное). Группа гидрологического режима — сточное.

## География
Озеро в бассейне реки Дунай (Украинские придунайские озёра). Длина — 0,6 км, ширина — 0,2 км. Высота над уровнем моря — 2,3 м. Ближайший населённый пункт — село Новосёловка, расположенный восточнее озера.
Градешка расположено в бассейне реки Дунай — севернее Дуная. Озёрная котловина водоёма неправильной удлинённой формы, вытянутая с севера на юг. Берега пологие, с обильной прибрежно-водной растительностью (переходит в плавни). Южнее расположены озёра Картал и Дервент. Картал, Дервент и Градешка соединены системой проток, которые в засушливый период зарастают.

## Карта
- Лист карты L-35-94 Измаил. Масштаб: 1 : 100 000. Состояние местности на 1975 год. Издание 1984 г.